# Вілфред (телесеріал, США)
Вілфред (англ. Wilfred) — американський телесеріал, знятий в жанрі чорна комедія. Телесеріал базується на однойменному австралійському телесеріалі каналу SBS One. Перша серія американського серіалу, адаптованого телеканалом FX, була показана 23 червня 2011 року. У головних ролях знялися Елайджа Вуд і один з творців серіалу Джейсон Ганн, який зіграв собаку по кличці Вілфред. Українською мовою перший та другий сезони серіалу озвучено студією «Омікрон» на замовлення UA Team, третій та четвертий сезони озвучено студією «ШафаМедіа».

## Сюжет
Раян (Елайджа Вуд) — закомплексований і відчужений чоловік, що має наркозалежність, після невдалої спроби самогубства починає бачити сусідського пса Вілфреда як одягненого в собачий костюм чоловіка. Завдяки наполовину уявному другу він намагається розібратися в собі, поступово перемагає свою нерішучість і здійснює вчинки, на які раніше не був здатний. Пес стає умовною причиною безлічі конфліктів і маленьких перемог. Проте майже в кожній серії Раян продовжує вживати наркотичні речовини (в основному марихуану за допомогою бонга) і алкоголь. Він намагається побудувати відносини з господинею пса Дженною, але вона цього не помічає. Також у нього складні стосунки з матір'ю і сестрою, і до того ж немає роботи. Кожна серія розкриває одну людську якість або порок, має відповідну назву і починається з цитати на цю тему.

## У ролях

### Головні ролі
- Елайджа Вуд — Раян Ньюмен.
- Джейсон Ганн — Вілфред — семирічний пес.
- Фіона Габелман — Дженна — приваблива сусідка Раяна і хазяйка Вілфреда.
- Доріан Браун — Крістен Ньюмен — старша сестра Раяна.

### Другорядні ролі
- Ітан Саплі — Спенсер — грубий сусід Раяна.
- Кріс Кляйн — Дрю — хлопець Дженни.
- Геррі Бебноб — містер Патель, сварливий і підлий індійський сусід.
- Жан-Поль Кристоф Ману — Лео, чоловік Крістен.
- Еллісон Мек — Аманда — дівчина Раяна.
- Стівен Вебер — Джеремі — новий бос Раяна в медичній фірмі.
- Роб Ріґґл — Кевін Жескір — співробітник Раяна.
- Нестор Карбонелл — доктор Артуро Рамос — коханець і бос Крістен.
- Двайт Йоакам — Брюс
- Мері Стінбурген — Кетрін Ньюмен — матір Раяна та Крістен.
- Джон Майкл Гіґґінс — лікар Крістен.

## Епізоди
| Сезон | Сезон | Епізоди | Дата виходу     | Дата виходу     | Дата виходу на DVD та Blu-ray | Дата виходу на DVD та Blu-ray | Дата виходу на DVD та Blu-ray |
| Сезон | Сезон | Епізоди | Прем'єра сезону | Фінал сезону    | Регіон 1                      | Регіон 2                      | Регіон 4                      |
| ----- | ----- | ------- | --------------- | --------------- | ----------------------------- | ----------------------------- | ----------------------------- |
|       | 1     | 13      | 23 червня 2011  | 8 вересня 2011  | 19 червня 2012                | 20 серпня 2012                | 18 липня 2012                 |
|       | 2     | 13      | 21 червня 2012  | 20 вересня 2012 | Н/Д                           | Н/Д                           | Н/Д                           |
|       | 3     | 13      | 20 червня 2013  |                 | Н/Д                           | Н/Д                           | Н/Д                           |

## Сприйняття
Оглядач сайту mrpl.city Іван Синєпалов розташував серіал на 3 місці у переліку найкращих абсурдних серіалів.